# 四回毛枝蕨
四回毛枝蕨（学名：Leptorumohra quadripinnata）为鳞毛蕨科毛枝蕨属下的一个种。

## 扩展阅读
- 維基物種上的相關：四回毛枝蕨